# Hypogastrura montana
Hypogastrura montana är en urinsektsart som först beskrevs av Becker 1905.  Hypogastrura montana ingår i släktet Hypogastrura och familjen Hypogastruridae. Inga underarter finns listade i Catalogue of Life.